# Benito Pereira
Benito Pereira (Ruzafa, 1535-Roma, 1610), jesuita español también conocido por las diversas versiones de su apellido que iría adaptando a los diferentes idiomas: Pereirus, Pereio, Perera, Pereio, Pereyra o Perer. Fue un hombre del Renacimiento, de abrumadora cultura y saber.

## Reseña biográfica
Benito Pereira nace en Ruzafa, un arrabal de Valencia. Ingresó en la Compañía de Jesús en 1552 y marchó a Roma, donde no tardó en sobresalir debido a sus amplios conocimientos tanto de teología como de filosofía, así como en lenguas. Según señala Marcial Solana, el colosal trabajo de Pereira, su impresionante cultura y conocimientos abrumadores le valieron para desempeñar la cátedra de Sagrada Escritura en el Collegio Romano, aunque también impartió lógica, filosofía natural y metafísica.
Entre sus inquietudes se contó la Alquimia, a la que consideraba la parte más noble, aunque más oculta y abstrusa de los conocimientos naturales. Se considera partidario de la transmutación metálica, aunque alerta de lo perniciosa de la actividad de los alquimistas para las mentes más débiles, a las que puede incurrir con facilidad en desesperación al no alcanzar sus propósitos.

## Trabajos
Como filósofo trató de conciliar a Platón con Aristóteles al modo de Sebastián Fox Morcillo o incluso por influjo suyo, aunque de un modo más independiente y abierto de criterio, al modo renacentista de Luis Vives, según escribe Marcelino Menéndez Pelayo. En efecto, tiene atisbos de originalidad, como cuando afirma que la forma de suyo y per se no es ni universal ni singular, o haber sido el primero entre los maestros jesuitas que afirmó en la controversia de la distinción entre la esencia en acto y la existencia de los seres creados que entre ellas no media distinción real, sino solo de razón, como había ya afirmado Guillermo de Occam.
Entre sus obras destacan su tratado de filosofía natural De commnunibus omnium rerum naturalium, que sirvió de fuente de información, confesada a veces y otras no, en varias obras juveniles de Galileo Galilei y en su De motu. También son bastante citados los tres libros de su tratado Adversus fallaces et superstitiosas artes, id est, de Magia, de observatione somnorum et de divinatione astrologia (Ingoldstadt, 1591). En el primero establece una distinción clara entre magia natural, que divide en física y matemática, y magia diabólica (teurgia, goetia y nigromancia), alargando los límites de la primera y estrechando todo lo que puede los de la segunda,  cuya existencia sin embargo admite; en el segundo trata sobre las visiones y los sueños, previniendo las supersticiones vulgares y rechazando absolutamente la existencia de apariciones y fantasmas por fabulosas, aparentes o simuladas, y en el tercero niega cualquier género de validez a la astrología judiciaria (como ya había hecho el papa Sixto V en una bula al respecto de 1586) recurriendo a veces a argumentos tomados de Giovanni Pico della Mirandola: para él no es sino un delirio similar al de la cábala. También rechaza la alquimia como un arte inútil y pernicioso a la república.

## Obra

### Principales

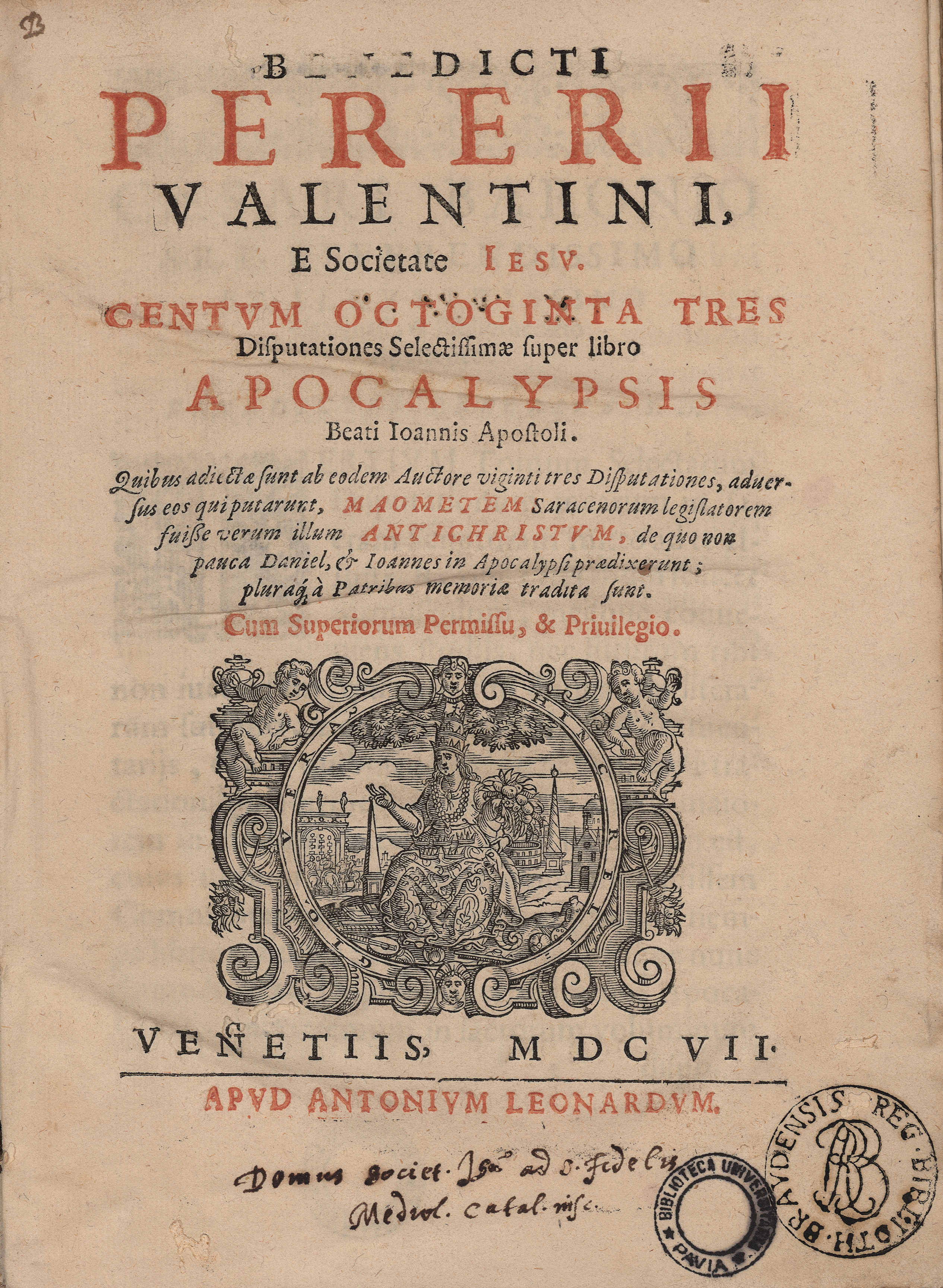
Centum octoginta tres disputationes

- De communibus omnium rerum naturalium principiis et affectionibus, Roma, 1562; si bien fue reeditado en numerosas ocasiones y lugares hasta 1595. Una obra muy importante y ampliamente citada por filósofos y científicos de su tiempo y posteriores de la magnitud de Galileo Galilei, sobre todo en su estudio sobre el estado epistemológico y la propia naturaleza de la matemática. Estructura del libro: Prólogo, en el que llama la atención que rechace la autoridad del maestro en las materias racionales y experimentales. Siguen 15 libros, con 258 capítulos: Libro I, estudio general de la Filosofía; Libro II, la Filosofía natural, la Física y la Meteorología; Libro III, la doctrina física de los antiguos filósofos; Libro IV, las opiniones de éstos sobre las cuestiones naturales; Libro V, sobre la materia y la privación; Libro VI, la forma; Libro VII, la naturaleza; Libro VIII, de las causas y los efectos; Libro IX, de los hechos fortuitos; Libro X, de la cantidad; Libro XI, del lugar; Libro XII, del tiempo; Libro XIII, del movimiento de la naturaleza; Libro XIV, de la variedad de este movimiento; y Libro XV, del movimiento del mundo.

- Adversus fallaces et superstitiosas artes, id est, De magia, de observatione somniorum, et de divinatione astrologica, 1591. Una obra dividida en tres libros donde, en el primero de ellos, admite la magia natural como un arte sublime. Uno de sus mayores capítulos está dedicado a la alquimia. El segundo libro está dedicado a la interpretación de las visiones. En el tercer libro, posiblemente inspirado en la bula de Sixto V de 1586, Pereira aporta argumentos para demostrar que la astrología judiciaria es contraria a la Fe cristiana.

- Commentarium et Disputationum in Genesim, 1589-1598. En este libro Pereira aborda un tema muy actual, que es la relación entre la religión y la ciencia.